# Kenan Sipahi
Kenan Sipahi (Pristina, Kosovo; 29 de abril de 1995) es un baloncestista turco-albano-kosovar, que pertenece a la plantilla del Bahçeşehir Koleji S.K. de la Basketbol Süper Ligi. Con 1,98 metros de estatura, juega en la posición de base. 

## Trayectoria deportiva
Nacido en Pristina (Kosovo), Sipahi fue internacional en todas las categorías inferiores con Turquía. Fue campeón de Europa U18 con su selección y MVP del torneo disputado en 2013 en Letonia, en el que promedió 10.9 puntos y 5 asistencias por partido.
Empezó su andadura profesional en el Tofaş Spor Kulübü, con el que debutó en la temporada 2010-11 siendo todavía muy joven. Su rendimiento fue creciendo y lo catapultó al Fenerbahçe en la temporada 2013-14. Con el equipo de Estambul llega a jugar la Final Four de la Euroliga en 2015. La temporada siguiente juega en el Pınar Karşıyaka antes de poner rumbo al Beşiktaş, en que militaría durante tres temporadas.
Sipahi participaría en el All-Star de la liga turca en 2013, 2014, 2016 y 2018.
Durante la temporada 2018-19 jugó 27 partidos en el Beşiktaş, con 6.4 puntos y 3.5 asistencias de media por encuentro. 
El 6 de agosto de 2019 se oficializa su fichaje por el Real Betis Baloncesto de la Liga ACB por dos temporadas. Durante la temporada 2019-20, disputa 23 partidos, con 20 minutos, 7,3 puntos y 3,5 asistencias de media. 
En agosto de 2020, el jugador regresa a Turquía para jugar cedido por el Real Betis Baloncesto en el Fenerbahçe de la Basketbol Süper Ligi por una temporada, debido a la dificultad de los turcos para pagar un traspaso y la de los sevillanos de mantener un contrato tan alto para el puesto de segundo base.
El 15 de septiembre de 2021, firma por el Casademont Zaragoza de la Liga Endesa, por 4 meses para cubrir la baja del lesionado Omar Cook. El 18 de diciembre de 2021, se desincula del club, una vez que Omar Cook se recupera de su lesión.
En la temporada 2022-23, firma por el Pınar Karşıyaka de la Basketbol Süper Ligi par auna segunda etapa en el club tras seis años.
El 7 de enero de 2025 fichó por el Bahçeşehir Koleji de la Basketbol Süper Ligi turca.

## Selección nacional
Sipahi logró la medalla de oro con Turquía en el Europeo Sub-18 del año 2013 en Letonia. 
Es internacional absoluto con la Selección de baloncesto de Turquía con la que en 2019 participó en dos partidos de la fase de clasificación al Mundial de China.